# Östtimor vid världsmästerskapen i friidrott 2023
Östtimor tävlade vid världsmästerskapen i friidrott 2023 i Budapest i Ungern mellan den 19 och 27 augusti 2023.

## Resultat
Östtimors trupp bestod av en idrottare.

### Herrar
Gång- och löpgrenar
| Idrottare                 | Gren      | Försöksheat | Försöksheat | Semifinal        | Semifinal        | Final            | Final            |
| Idrottare                 | Gren      | Resultat    | Placering   | Resultat         | Placering        | Resultat         | Placering        |
| ------------------------- | --------- | ----------- | ----------- | ---------------- | ---------------- | ---------------- | ---------------- |
| Manuel Belo Amaral Ataide | 800 meter | 1.58,32     | 9           | Gick inte vidare | Gick inte vidare | Gick inte vidare | Gick inte vidare |